# Bertrand de Blanchefort
Bertrand de Blanchefort (ca. 1100 -  januari 1169), ook wel Bertrand de Blanquefort, was vanaf 1156 tot zijn dood in 1169 de zesde grootmeester van de Tempeliersorde. Hij was betrokken bij de strijd van de koningen van Jeruzalem tegen Nur ad-Din en bij de kruisvaardersinvasie van Egypte. Hij voerde enkele structurele hervormingen door binnen de Tempeliersorde.

## Biografie
Bertrand was de jongste zoon van Godfried van Blanchefort, een ridder uit het hertogdom Guyenne. Hij volgde in oktober 1156 André de Montbard op als grootmeester van de Orde van de Tempel (de Tempeliers).
Aan het begin van zijn ambtstermijn leidde Bertrand aan de zijde van koning Boudewijn III van Jeruzalem de Tempeliers in de strijd tegen Nur ad-Din, de atabeg (gouverneur) van Syrië. Na de nederlaag van Boudewijn III bij Banyas in 1157, werd Bertrand in een hinderlaag gelokt en gevangen genomen. Hij bracht drie jaar door in gevangenschap  in Aleppo, totdat hij samen met 6.000 andere christelijke gevangenen werd vrijgelaten als onderdeel van een vredesverdrag tussen de Byzantijnse keizer Manuel I Komnenos en Nur ad-Din.
In 1163 vergezelde Bertrand koning Amalrik I van Jeruzalem bij zijn invasie van Egypte. De expeditie mislukte. In 1168 weigerde Bertrand om de Tempeliers opnieuw deel te laten nemen aan een expeditie naar Egypte.
Bertrand voerde enkele blijvende hervormingen door binnen de Tempeliersorde. Zo voegde hij statuten (zogenaamde "retraez" of "retrais") toe aan de regels van de orde, die de hiërarchische structuur van de orde nauwkeurig regelden. Hij kreeg van paus Alexander III de titel "Meester door de genade Gods" (Magister Dei Gratia). Hij werd na zijn dood in 1169 als grootmeester opgevolgd door Filips van Milly